# Saison 12 des Experts
Chronologie
Saison 11 Saison 13
Cet article présente le guide des épisodes de la saison 12 de la série télévisée Les Experts (CSI: Crime Scene Investigation).

## Distribution

### Acteurs principaux de la saison
- Ted Danson (VF : Guy Chapellier) : D.B. Russell (en)
- Marg Helgenberger (VF : Emmanuèle Bondeville) : Catherine Willows[1] (épisodes 1-12)
- Elisabeth Shue (VF : Micky Sébastian) : Julie Finlay (en) (épisodes 14-22)
- George Eads (VF : Denis Laustriat) : Nick Stokes
- Paul Guilfoyle (VF : François Dunoyer) : Jim Brass
- Jorja Fox (VF : Laurence Dourlens) : Sara Sidle
- Eric Szmanda (VF : Benjamin Boyer) : Greg Sanders
- Robert David Hall (VF : Pascal Casanova) : Albert Robbins
- David Berman (VF : Jérémy Prévost) : David Phillips
- Wallace Langham (VF : Jérémy Prévost) : David Hodges
- Elisabeth Harnois (VF : Julia Vaidis-Bogard) : Morgan Brody (nl)

### Invités
- Frances Fisher : Joanna Sapphire[2] (épisode 4)
- Vanessa Marano : Samantha Cafferty[3] (épisode 5)
- Johnny Messner : Frank Cafferty[3] (épisode 5)
- Annabeth Gish : Laura Gabriel[4] (épisodes 9, 11 et 12)
- Matt Lauria : Agent Pratt[5] (épisodes 9, 11 et 12)
- Grant Show : Agent Viggo McQuaid[6] (épisodes 9 et 11)
- Titus Welliver : Mark Gabriel[7] (épisodes 9, 11 et 12)
- Roger Bart : Jeffrey Fitzgerald[8] (épisode 13)
- Jesse McCartney : Wes Clyborn[9] (épisode 14)
- Nadia Bjorlin : Crystal Hasselbeck[10] (épisode 18)
- Stepfanie Kramer : Vivian Brentson[11] (épisode 19)
- Jackson Pace : Avery Keil[11] (épisode 19)
- Enrique Murciano : Détective Carlos Moreno[12] (épisodes 20 et 22)
- Paula Marshall : Ms. Kathy Veck[13] (épisode 21)
- Conor O'Farrell : Undersheriff McKeen[14] (épisode 22)
- Peri Gilpin : Barbara Russell[15] (épisode 22)
- Brooke Nevin : Maya[16] (épisode 22)
- Stephen Amell : Agent de sécurité (épisode 1)
- Amy Davidson : Leslie Gitig (épisode 2)
- Kyla Kenedy White : Fiona Chamblis (épisode 2)
- Kelly Hu : Angie Salinger (épisode 3)
- Phillip Rhys : Hamad Al Maktoum (épisode 4)
- Kevin McNally : Steven Watt (épisode 6)
- Victor Webster : Bill Pernin (épisode 7)
- Robyn Lively : Joyce Dempsey (épisode 7)
- Michael Massee : Stan Richardson (épisode 8)
- Wendy Crewson : Judy Robbins (épisode 10)
- Pamela Reed : Donna Hoppe (épisode 10)
- David Gallagher : Adam Kemp (épisode 13)
- Rose McIver : Bridget Byron (épisode 13)
- Brianna Brown : Paula Bingham (épisode 13)
- Jeff Kober : Walter Hicks (épisode 15)
- Chelsea Kane : Brooke Cassidy (épisode 17)
- Paul Blackthorne : Tom Havery (épisode 17)
- Francia Raisa : Erin Vickler (épisode 17)
- Sam Harris : Alan Wilson (épisode 18)
- Cameron Richardson : Emily Hartley (épisode 18)
- Pedro Pascal : Kyle Hartley (épisode 18)
- Jaclyn Smith : Olivia Hodges (épisode 18 et 22)
- Vaughn Armstrong : Dennis Keil (épisode 19)
- Zabryna Guevara : Amy Berkman (épisode 21)
- Billy Magnussen : Détective Michael Crenshaw (épisode 22)

## Production
Apparaissant dans la finale de la saison précédente, Elisabeth Harnois est promue à la distribution principale.
Le 7 juin 2011, Laurence Fishburne annonce son départ de la série. Il est remplacé un mois plus tard par Ted Danson. Une semaine plus tard, Jorja Fox reprend son rôle mais pas dans tous les épisodes.
Le 18 novembre 2011, Elisabeth Shue est annoncée en tant que remplacement pour Marg Helgenberger.

## Épisodes

### Épisode 252:73 secondes
- États-Unis : 21 septembre 2011[22]
- Suisse : 15 avril 2012 sur RTS Un
- Belgique : 16 avril 2012 sur RTL TVI
- Québec : 31 août 2012 sur Séries+
- France : 2 avril 2013 sur TF1[23]

- États-Unis : 12,74 millions de téléspectateurs[24]
- Canada : 2,617 millions de téléspectateurs[25]
- France : 6,29 millions de téléspectateurs[26] (première diffusion)

- Larry Mitchell (Officer Mitchell)
- Marc Vann (Conrad Ecklie)
- Heather Prete (Nancy Drake)
- Skylar Gaertner (Emmett Drake)
- Elaine Tan (Shizu Yoshi)
- Chad Faust (Jimmy Finnerty)
- Stephen Amell (A.J. Gust)
- Nathan Anderson (Tom Finnerty)
- David Tom (Allen Krick)
- Clay Wilcox (Ross Gibbs)

### Épisode 253:Aveux en série
- États-Unis : 28 septembre 2011
- Suisse : 22 avril 2012
- Belgique : 23 avril 2012
- Québec : 7 septembre 2012 sur Séries+
- France : 2 avril 2013 sur TF1

- États-Unis : 11,76 millions de téléspectateurs[27]
- Canada : 2,249 millions de téléspectateurs[28]
- France : 5,6 millions de téléspectateurs[26] (première diffusion)

- Marc Vann (Conrad Ecklie)
- Monique Gabriela Curnen (Xiomara Garcia)
- Larry Mitchell (Officer Mitchell)
- Joseph Patrick Kelly (Officer Metcalf)
- Jaime Gomez (Officer Andy Cantelvo)
- James Harvey Ward (John Lee)
- Amy Davidson (Leslie Gitig)
- Brooke Butler (Alison)
- David Petruzzi (Matt)
- Kyla Kenedy White (Fiona Chambliss)
- Roy Abramsohn (Reporter 1)
- Michele Lainevool (Reporter 2)
- Chris Mulkey (Maurice Gallows)

### Épisode 254:L'Histoire se répète
- États-Unis : 5 octobre 2011
- Suisse : 29 avril 2012
- Belgique : 30 avril 2012
- Québec : 14 septembre 2012 sur Séries+
- France : 9 avril 2013 sur TF1

- États-Unis : 11,98 millions de téléspectateurs[29]
- Canada : 2,26 millions de téléspectateurs[30]
- France : 4,1 millions de téléspectateurs[31] (première diffusion)

- Jon Wellner (Henry Andrews)
- Larry Mitchell (Officer Mitchell)
- Stacy Haiduk (Gina Sinclair)
- Chelsea Hobbs (Colleen Hughes)
- Michael Grant Terry (Ryan Thomas)
- Don McManus (Ed Burrows)
- Tyler Anderson (Chad Ellis / Tristan Duran)
- Kelly Hu (Angie Salinger)
- Susan Diol (Janet Hughes)
- Theo Stockman (Slade)
- Caitlin Custer (Callie)
- Abby Bankston (Colleen Hughes jeune)
- Jordyn Jo (Vicky)
- Justin James Hughes (Tristan Duran / Chad Ellis maigre)

### Épisode 255:Le Petit Prince
- États-Unis : 12 octobre 2011
- Suisse : 6 mai 2012
- Belgique : 7 mai 2012
- Québec : 21 septembre 2012 sur Séries+
- France : 9 avril 2013 sur TF1

- États-Unis : 10,93 millions de téléspectateurs[32]
- Canada : 2,155 millions de téléspectateurs[33]
- France : 6,28 millions de téléspectateurs[31] (première diffusion)

- Marc Vann (Conrad Ecklie)
- Monique Gabriela Curnen (Xiomara Garcia)
- Sheeri Rappaport (Mandy Webster)
- Michele Lainevool (Female Reporter)
- Frances Fisher (Joanna Sapphire)
- Barbara Eve Harris (Sheriff Sherry Linson)
- Vincent Corazza (Stanley Gant)
- Karen Bethzabe (Paulette Vasquez)
- Ana Isabel Mercado (Maria Garza)
- Phillip Rhys (Prince Hamad Al Maktoum)
- David Del Rio (Matthew Lapaz)
- Joyce Hyser (Monique Roberts)
- Oscar Goodman (Himself)

### Épisode 256:Baptême de l'air
- États-Unis : 19 octobre 2011
- Suisse : 13 mai 2012
- Belgique : 14 mai 2012
- Québec : 28 septembre 2012 sur Séries+
- France : 16 avril 2013 sur TF1

- États-Unis : 10,79 millions de téléspectateurs[34]
- Canada : 2,16 millions de téléspectateurs[35]
- France : 5,66 millions de téléspectateurs[36] (première diffusion)

- Marc Vann (Conrad Ecklie)
- Jon Wellner (Henry Andrews)
- Johnny Messner (Frank Cafferty)
- Sinqua Walls (Paramedic Sam Rill)
- Chris William Martin (Pilot Kirk Harmon)
- Vanessa Marano (Samantha Cafferty)
- Shelli Bergh (Officer Shelley)
- Tony Nevada (Ranger)
- Heather Sossaman (Tiffany Bamford)
- Mario Orozco (Badass)

### Épisode 257:Bêtes de scène
- États-Unis : 2 novembre 2011
- Suisse : 20 mai 2012
- Belgique : 21 mai 2012
- Québec : 5 octobre 2012 sur Séries+
- France : 16 avril 2013 sur TF1

- États-Unis : 10,79 millions de téléspectateurs[37]
- Canada : 1,996 million de téléspectateurs[38]
- France : 5,1 millions de téléspectateurs[36] (première diffusion)

- Jon Wellner (Henry Andrews)
- Jenny Parsinen (Rachel Grier)
- Suzanne Cryer (Dr Jennifer Grier)
- Skyler Day (Silvia Grier)
- Tug Coker (Seth Helm)
- Kevin McNally (Steven Watt)
- Tim Dax (Zodiac)
- Paul Hodge (Joseph Merrick)
- Lewis T. Powell (Uniformed Officer)

### Épisode 258:Le Cerveau de la Bande
- États-Unis : 9 novembre 2011
- Suisse : 27 mai 2012
- Belgique : 28 mai 2012
- Québec : 12 octobre 2012 sur Séries+
- France : 23 avril 2013 sur TF1

- États-Unis : 10,16 millions de téléspectateurs[39]
- Canada : 2,34 millions de téléspectateurs[40]
- France : 4,84 millions de téléspectateurs[41] (première diffusion)

- Alex Carter (Det. Vartann)
- Barbara Eve Harris (Sheriff Sherry Liston)
- Devin Crittenden (Benny 'Rhino' Rheneiski)
- Jeanine Mason (Gween Seligson)
- Brandon W. Jones (Charlie Russell)
- Victor Webster (Bill Pernin)
- Kai Caster (Declan Dempsey)
- Robyn Lively (Joyce Dempsey)
- Erik Audé (Ryan Dempsey)

### Épisode 259:Crime et Châtiment
- États-Unis : 16 novembre 2011
- Belgique : 28 mai 2012
- Suisse : 3 juin 2012
- Québec : 19 octobre 2012 sur Séries+
- France : 30 avril 2013 sur TF1

- États-Unis : 10,6 millions de téléspectateurs[42]
- Canada : 2,128 millions de téléspectateurs[43]
- France : 5,48 millions de téléspectateurs[44] (première diffusion)

- Alex Carter (Detective Lou Vartann)
- Jon Wellner (Henry Andrews)
- Barbara Eve Harris (Sheriff Sherry Liston)
- Geoffrey Rivas (Detective Sam Vega)
- Mitch Eakins (Hair-gelled Bro)
- Cooper Huckabee (Rick Fetzer)
- John Brotherton (Kevin Fetzer 35 years old)
- Ramon Franco (Diego Barra)
- Roopashree Jeevaji (Receptionist)
- Michael Massee (Stan Richardson)
- Riley Thomas Stewart (Kevin Fetzer 10 years old)
- James Aldridge (Jimmy-Assistant Coroner)
- Jonathan Decker (Kevin Fetzer 16 years old)
- Jodi Carol Harrison (Darlene Crocker)

### Épisode 260:Passe d'armes
- États-Unis : 7 décembre 2011
- Belgique : 4 juin 2012
- Suisse : 19 août 2012 sur RTS Un
- Québec : 26 octobre 2012 sur Séries+
- France : 23 avril 2013 sur TF1

- États-Unis : 11,14 millions de téléspectateurs[45]
- Canada : 2,132 millions de téléspectateurs[46]
- France : 4,3 millions de téléspectateurs[41] (première diffusion)

- Monique Gabriela Curnen (Xiomara Garcia)
- Grant Show (Agent Viggo McQuaid)
- Matt Lauria (Agent Pratt)
- Titus Welliver (Mark Gabriel)
- Annabeth Gish (Laura Gabriel)
- Sterling Beaumon (Drillbit)
- Patrick LoSasso (Michael Newbury)
- Benjamin Ciaramello (Lenny Wesson)
- Kay Panabaker (Lindsey Willows)

### Épisode 261:Origines
- États-Unis : 14 décembre 2011
- Belgique : 4 juin 2012
- Suisse : 19 août 2012 sur RTS Un
- Québec : 2 novembre 2012 sur Séries+
- France : 30 avril 2013 sur TF1

- États-Unis : 12,23 millions de téléspectateurs[47]
- Canada : 2,16 millions de téléspectateurs[48]
- France : 5,36 millions de téléspectateurs[44] (première diffusion)

- Jon Wellner (Henry Andrews)
- Ambrit Millhouse (Officer Collins)
- Wendy Crewson (Judy Robbins)
- Neil Fournier (Dan Traxler)
- Bahar Soomekh (Dr Sylvia Sloane)
- Pamela Reed (Donna Hoppe)
- Tanya Fischer (Carla Duggan Smith)
- Nellie Sciutto (Woman #1)
- Terry Bozeman (Attorney "Brad Lewis")
- Darin Hearnes (Jimmy Duggan)
- Matthew Walker (Patrick O'Toole)
- Betty Murphy (Eunace Duggan)
- Lewis T. Powell (Officer Norman)

### Épisode 262:Une femme qui en savait trop (partie 1)
- États-Unis : 18 janvier 2012
- Belgique : 11 juin 2012
- Suisse : 26 août 2012 sur RTS Un
- Québec : 9 novembre 2012 sur Séries+
- France : 14 mai 2013 sur TF1

- États-Unis : 12,02 millions de téléspectateurs[49]
- Canada : 2,279 millions de téléspectateurs[50]
- France : 6,24 millions de téléspectateurs[51] (première diffusion)

- Archie Kao (Archie Johnson)
- Alex Carter (Det. Vartann)
- Jon Wellner (Henry Andrews)
- Grant Show (Agent Viggo McQuid)
- Matt Lauria (Agent Pratt)
- Titus Welliver (Mark Gabriel)
- Annabeth Gish (Laura Gabriel)
- Anita Gillette (Lily Flynn)
- Louise Griffiths (Mrs. Hobart)
- Angela Gibbs (Amelia Gross)
- Kevin Dobson (Malcolm Turner)
- Hong Chau (Julie Blanch)
- Jack Dimich (Paul Obrecht, Trench Coat Man)
- Mark Aiken (Arthur Martens)
- Beth Kennedy (Helen)

### Épisode 263:Une femme qui en savait trop (partie 2)
- États-Unis : 25 janvier 2012
- Belgique : 11 juin 2012
- Suisse : 26 août 2012 sur RTS Un
- Québec : 16 novembre 2012 sur Séries+
- France : 14 mai 2013 sur TF1

- États-Unis : 14,26 millions de téléspectateurs[52]
- Canada : 3,112 millions de téléspectateurs[53]
- France : 6,2 millions de téléspectateurs[51] (première diffusion)

- Marc Vann (Conrad Ecklie)
- Larry Mitchell (Officier Mitchell)
- Jon Wellner (Henry Andrews)
- Larry Sullivan (Officer Akers)
- Tangie Ambrose (Miss Kitty)
- Matt Lauria (Agent Pratt)
- Titus Welliver (Mark Gabriel)
- Annabeth Gish (Laura Gabriel)
- James Black (Jackory)
- Jess Allen (Bouncer)
- Rod Rowland (Ted Jr.)
- Jack Dimich (Paul Obrecht)

### Épisode 264:Tressés pour tuer
- États-Unis : 8 février 2012
- Belgique : 18 juin 2012
- Suisse : 2 septembre 2012 sur RTS Un
- Québec : 23 novembre 2012 sur Séries+
- France : 14 mai 2013 sur TF1

- États-Unis : 10,88 millions de téléspectateurs[54]
- Canada : 2,099 millions de téléspectateurs[55]
- France : 5,1 millions de téléspectateurs[51] (première diffusion)

- Larry Mitchell (Officer Mitchell)
- Barbara Eve Harris (Sheriff Sherry Liston)
- William Ragsdale (Dr Bill Ryan)
- Roger Bart (Jeffrey Fitzgerald)
- Jill Larson (Lucinda Kemp)
- David Gallagher (Adam Kemp)
- Sasha Jackson (Eva Byron)
- Rose McIver (Bridget Byron)
- Brianna Brown (Paula Bingham)
- Brittany Beaudette Dunn (Joyce Debernardi)
- Ericka Clevenger (Hooker)

### Épisode 265:Sang neuf
- États-Unis : 15 février 2012
- Belgique : 18 juin 2012
- Suisse : 2 septembre 2012 sur RTS Un
- Québec : 30 novembre 2012 sur Séries+
- France : 8 janvier 2014 sur TF1

- États-Unis : 11,09 millions de téléspectateurs[56]
- Canada : 2,256 millions de téléspectateurs[57]
- France : 6,14 millions de téléspectateurs[58] (première diffusion)

- Alex Carter (Det. Vartann)
- Jon Wellner (Henry Andrews)
- Jesse McCartney (Wes Clyborn)
- Nazanin Boniadi (Nurse Lauren)
- Michael Bryan French (Dr Stewart)
- Philip Casnoff (Jonah Clyborn)
- Mary Page Keller (Leslie Clyborn)
- Linc Hand (Laughlin CSI #1)
- Kinsey McLean (Laughlin CSI #2)
- Rameses Jimenez (Juan Perez)
- Sarah Dumont (Vicky Sheldon)

### Épisode 266:Maudite Maison
- États-Unis : 22 février 2012
- Suisse : 9 septembre 2012 sur RTS Un
- Québec : 7 décembre 2012 sur Séries+
- France : 8 janvier 2014 sur TF1

- États-Unis : 11,91 millions de téléspectateurs[59]
- Canada : 2,372 millions de téléspectateurs[60]
- France : 5,51 millions de téléspectateurs[58] (première diffusion)

- Larry Mitchell (Official Mitchell)
- Jon Wellner (Henry Andrews)
- Larry Sullivan (Officer Akers)
- Kira Sternbach (Marla Hicks)
- Jason Sklar (Dwayne Hicks)
- Randy Sklar (Jimmy Hicks)
- Ashley Williams (Debbie Hicks)
- Jeff Kober (Walter Hicks)
- Larry Anderson (Fred Blanchard)
- Kasey Mahaffy (Ian Doyle)

### Épisode 267:Dans l'obscurité
- États-Unis : 29 février 2012
- Suisse : 9 septembre 2012 sur RTS Un
- Québec : 14 décembre 2012 sur Séries+
- France : 15 janvier 2014 sur TF1

- États-Unis : 11,3 millions de téléspectateurs[61]
- Canada : 2,206 millions de téléspectateurs[62]
- France : 5,87 millions de téléspectateurs[63] (première diffusion)

- Jon Wellner (Henry Andrews)
- Larisa Fraser (Shelby Buress)
- Aiden Lovekamp (Harper Riordan)
- Jeffrey Pierce (T.C. Riordan)
- Rachel Roberts (Karen Chavera)
- Bess Armstrong (Patricia Lydecker)
- Lewis T. Powell (Officer Norman)
- Lauriane Gillieron (Natalie)
- Anderson Davis (Trevor Raymond)
- Adam Barnhart (N.D. Uniform #1)
- Jeremy Denzlinger (N.D. Uniform #2)

### Épisode 268:La Rumeur
- États-Unis : 14 mars 2012
- Suisse : 16 septembre 2012 sur RTS Un
- Québec : 21 décembre 2012 sur Séries+
- France : 15 janvier 2014 sur TF1

- États-Unis : 11,71 millions de téléspectateurs[64]
- Canada : 2,356 millions de téléspectateurs[65]
- France : 5,27 millions de téléspectateurs[63] (première diffusion)

- Archie Kao (Archie Johnson)
- Jon Wellner (Henry Andrews)
- Brandon W. Jones (Charlie Russell)
- Chelsea Kane (Brooke Cassidy)
- Melissa Farman (Ashley Benson)
- Beau Mirchoff (Jake Pychan)
- Paul Blackthorne (Tom Harvey)
- Shane Coffey (Pete Moyer)
- Ivan Germaine De Leon (Sebastian Jones)
- Rafi Gavron (Sebastian Jones)
- Francia Raisa (Erin Vickler)
- Joe Egender (Seth Bender)
- Alex Alegria (Jerk #1)
- Ryan Heinke (N.D. Party-Goer)
- Kelly Sry (Edward 40-Hands)
- Skyler Maxon (Frat Brother)

### Épisode 269:Malice au pays des merveilles
- États-Unis : 21 mars 2012
- Suisse : 16 septembre 2012 sur RTS Un
- Québec : 28 décembre 2012 sur Séries+
- France : 22 janvier 2014 sur TF1

- États-Unis : 11,38 millions de téléspectateurs[66]
- Canada : 2,22 millions de téléspectateurs[67]
- France : 4,79 millions de téléspectateurs[68] (première diffusion)

- Sheeri Rappaport (Mandy Webster)
- Sam Harris (Alan Wilson / Caterpillar)
- Amanda Jane Cooper (Lisa Cravitz / Alice / Bride)
- Cameron Richardson (Emily Hartley / White Rabbit / Salesgirl)
- Pedro Pascal (Kyle Hartley / Cheshire Cat / Paramedic #2)
- Jeffrey D. Stevens (Paramedic Jeff)
- Peter Jason (Walter Gersh / Tycoon)
- Nadia Bjorlin (Crystal Hasselbeck)
- Christopher Knight (Pastor)
- Jaclyn Smith (Olivia Hodges)
- Evan Parke (Eli / Security Guard)
- Sara Van Horn (Nana of the Bride)

### Épisode 270:Frères de crime
- États-Unis : 4 avril 2012
- Suisse : 23 septembre 2012 sur RTS Un
- Québec : 9 janvier 2013 sur Séries+
- France : 22 janvier 2014 sur TF1

- États-Unis : 12,06 millions de téléspectateurs[69]
- Canada : 2,347 millions de téléspectateurs[70]
- France : 4,26 millions de téléspectateurs[68] (première diffusion)

- Archie Kao (Archie Johnson)
- Sheeri Rappaport (Mandy Webster)
- Jon Wellner (Henry Andrews)
- Larry Mitchell (Officer Mitchell)
- Christopher Maxwell (Jordan Brentson)
- Joshua Desroches (Xavier Marx/Kevin Chance)
- Jackson Pace (Avery Keil)
- Vaughn Armstrong (Dr Dennis Keil)
- Sonia Rockwell (Shelley Jackman)
- Andrew Keegan (Lee Jacobs)
- Cheryl Hawker (Gladys)
- Stepfanie Kramer (Vivian Brentson)
- Megan Adams (Hot Girl's Twin)
- Kirsten Adams (Hot Girl)

### Épisode 271:Parfum de meurtre
- États-Unis : 11 avril 2012
- Suisse : 23 septembre 2012 sur RTS Un
- Québec : 16 janvier 2013 sur Séries+
- France : 29 janvier 2014 sur TF1

- États-Unis : 9,94 millions de téléspectateurs[71]
- Canada : 1,992 million de téléspectateurs[72]
- France : 5,55 millions de téléspectateurs[73] (première diffusion)

- Jon Wellner (Henry Andrews)
- Geoffrey Rivas (Detective Sam Vega)
- Larry Poindexter (D.A. Claude Melvoy)
- Cecil Burroughs (First Baseman)
- Joe Bays (Umpire)
- Enrique Murciano (Detective Carlos Moreno)
- David Atkinson (Carl Bowden)
- Brett Rice (Ben Gerard)
- Justin Klinger (Mechanic)
- Susan May Pratt (April Reynolds)
- Myk Watford (David Jorgensen)
- Kali Rocha (Ms. Fowler)

### Épisode 272:Les Trois Mousquetaires
- États-Unis : 2 mai 2012
- Suisse : 30 septembre 2012 sur RTS Un
- Québec : 23 janvier 2013 sur Séries+
- France : 29 janvier 2014 sur TF1

- États-Unis : 9,75 millions de téléspectateurs[74]
- Canada : 2,087 millions de téléspectateurs[75]
- France : 4,56 millions de téléspectateurs[73] (première diffusion)

- Marc Vann (Conrad Ecklie)
- Alex Carter (Detective Vartann)
- Jon Wellner (Henry Andrews)
- Paula Marshall (Ms. Kathy Veck)
- Zabryna Guevara (Dr Amy Berkman)
- William Francis McGuire (Bo Martin)
- Jon Collin Barclay (Jimmy Delton)
- Michael Stoyanov (Radio Broadcaster)
- Ryan Ahern (Jack Breslin)
- H. Richard Greene (Art Weber)
- Dustin Seavey (Clive Morris)
- Daryl Crittenden (Lyle Pratt)

### Épisode 273:Rien ne change
- États-Unis : 9 mai 2012[76]
- Suisse : 30 septembre 2012 sur RTS Un
- Québec : 30 janvier 2013 sur Séries+
- France : 5 février 2014 sur TF1

- États-Unis : 10,73 millions de téléspectateurs[77]
- Canada : 2,167 millions de téléspectateurs[78]
- France : 5,75 millions de téléspectateurs[79] (première diffusion)

- Marc Vann (Conrad Ecklie)
- Peri Gilpin (Barbara Russell)
- Brooke Nevin (Maya)
- Mia Hayes (Kaitlyn)
- Craig Sheffer (Jack Gilmore)
- Enrique Murciano (Detective Carlos Moreno)
- Jeremy Glazer (David Winnock)
- Barbara Eve Harris (Sheriff Sherry Liston)
- Billy Magnussen (Detective Michael Crenshaw)
- Conor O'Farrell (Undersheriff McKeen)
- Mike Starr (Dominic Bruno)
- Jaclyn Smith (Olivia Hodges)
- Peter Onorati (Detective Luke Kimball)